# Niemcy w Konkursie Piosenki Eurowizji Junior
Niemcy w Konkursie Piosenki Eurowizji Junior zadebiutowały w 2020 roku. Od debiutu w konkursie w kraju wydarzeniem zajmuje się północnoniemiecki nadawca NDR, wraz z dziecięcą stacją telewizyjną Kika. 
Pierwszą reprezentantką kraju została Susan z piosenką „Stronger with You”, która zajęła ostatecznie 12 (ostatnie) miejsce z dorobkiem 66 punktów.

## Historia Niemiec w Konkursie Piosenki Eurowizji Junior
Kraj chciał zadebiutować w konkursach w 2003 oraz 2004, które odbyły się w Kopenhadze i Lillehammer, jednak później się wycofał. 

### Konkurs Piosenki Eurowizji Junior 2020
W listopadzie 2019 roku EBU potwierdziło, że niemiecka delegacja, prawdopodobnie ze stacji dla dzieci Kika była obecna podczas przygotowań i finału konkursu w 2019 i obserwowała wszystko, prawdopodobnie rozważając debiut w niedalekiej przyszłości. W grudniu 2019 Christiane Rohde, dyrektor w sprawie komunikacji korporacyjnej w Kika stwierdziła, iż obecność obu stacji miała na celu tylko przyjrzenie się konkursowi, by mieć własną opinię podczas dyskusji z EBU, które aktualnie są prowadzone o różnych konkursach, a nie tylko o Konkursie Piosenki Eurowizji dla Dzieci. Jednocześnie Rohde potwierdziła, że nie był to próby uczestnictwa, a tylko jego rozważanie wśród innych konkursów, poprzez rozmowy z Europejską Unią Nadawców.
8 lipca 2020 roku niemieccy nadawcy publiczni NDR, ZDF i Kika ogłosili, iż kraj zadebiutuje w konkursie w 2020. Tego samego dnia stacja Kika ogłosiła, iż niemiecki reprezentant zostanie wybrany podczas wewnętrznych eliminacji Dein Song für Warschau, których urywki zostaną wyemitowane jako Junior Eurovision Song Contest - Das Casting. 26 sierpnia wyłoniono pięciu finalistów programu: Malaika, Linnea May, Leroy, Davit i Susan. 2 września ogłoszono, że kraj reprezentowała będzie Susan Oseloff z piosenką „Stronger with You”. 29 listopada 2020 reprezentantka wystąpiła z piosenką jako pierwsza w kolejności występów i zajęła 12. ostatnie miejsce z 66 punktami, w tym 27 pkt od jury (12. miejsce) i 39 pkt od widzów (12. miejsce). 

### Konkurs Piosenki Eurowizji Junior 2021
24 lutego 2021 nadawca Kika potwierdził uczestnictwo Niemiec w konkursie w 2021. W czerwcu potwierdzono, że reprezentant kraju zostanie wyłoniony eliminacjami Junior ESC – Wer Fährt Nach Paris?. 3 sierpnia wyłoniono 3 finalistów programu: Marta, Pauline i Emilie. Finał eliminacji 10 września wygrała Pauline z piosenką „Imagine Us”. 19 grudnia reprezentantka wystąpiła z piosenką jako pierwsza w kolejności występów i zajęła 17. miejsce z 61 punktami, w tym 15 pkt od jury (16. miejsce) oraz 46 pkt  od widzów (14. miejsce).

### Konkurs Piosenki Eurowizji Junior 2022: Brak udziału
17 maja 2022 za pośrednictwem mediów społecznościowych kraj wstępnie potwierdził swój udział w 20. Konkursie Piosenki Eurowizji Junior, jednak 20 maja 2022 wycofał się z tej decyzji twierdząc, że takowa nie została jeszcze podjęta. 2 sierpnia 2022 niemiecki nadawca NRD potwierdził, że wraz z kanałem Kika podjęli decyzję o wycofaniu się z udziału w konkursie ze względu na ostrzeżenia dotyczące podróży do Armenii wydane przez federalne ministerstwo Niemiec oraz powołując się na chęć zrobienia „kreatywnej przerwy”. W tym samym komunikacie poinformowali że będą transmitować konkurs oraz wyrazili chęć powrotu do udziału w następnym roku. Podczas gdy kraj nie brał udziału w konkursie, jego transmisje na kanale Kika śledziło średnio 170 tys. osób.

### Konkurs Piosenki Eurowizji Junior 2023
11 grudnia 2022 podczas transmisji 20. Konkursu Piosenki Eurowizji Junior komentator konkursu Constantin Zöller początkowo potwierdził powrót Niemiec do udziału w 21. Konkursie Piosenki Eurowizji Junior, jednak do oficjalnego potwierdzenia udziału doszło 3 kwietnia 2023. Początkowo reprezentant kraju miał zostać wybrany wewnętrznie, jednak 23 sierpnia 2023 ogłoszono, że reprezentant zostanie wybrany 18 września w krajowych eliminacjach, które zostaną przeprowadzone online. 8 września niemiecki nadawca ujawnił listę pięciu finalistów i ich piosenki: Toby („Stand Up”), Fia („Ohne Worte”), Lenny („Lieben lernen”), Adriano („Be My Girl”) i Rahel („Believe”). 
18 września 2023 ujawniono, że w wyniku głosowania jury i widzów na reprezentantkę została wybrana 11-letnia Fia z piosenką „Ohne Worte”, a 13 października na oficjalnym kanale „Junior Eurovision Song Contest” w serwisie YouTube opublikowano oficjalny teledysk do piosenki. 26 listopada Fia wystąpiła jako piętnasta w kolejności startowej i zajęła 9. miejsce zdobywszy 107 punktów, w tym 33 pkt od jury (12. miejsce) i 74 pkt od widzów (4. miejsce). 

### Konkurs Piosenki Eurowizji Junior 2024
15 maja 2024 szefowa delegacji Niemiec Ulrike Ziesemer potwierdziła udział w 22. Konkursie Piosenki Eurowizji Junior. 19 czerwca 2024 ogłoszono, że reprezentant zostanie wybrany 1 lipca w krajowych eliminacjach, które zostaną przeprowadzone online, w identycznej formule do ubiegłorocznych preselekcji. 21 czerwca niemiecki nadawca ujawnił listę pięciu finalistów i ich piosenki: Bellamore („Too Cool”), Bjarne („Save the Best for Us”), Franz („Komplett”), Greta („All of Me”) i Julius („Jupiter”).
1 lipca 2024 ujawniono, że w wyniku głosowania jury i widzów na reprezentanta został wybrany 10-letni Bjarne z piosenką „Save the Best for Us”. 16 listopada 2024 Bjarne wystąpił jako jedenasty w kolejności startowej i zajął 11. miejsce zdobywszy łącznie 71 punktów, w tym 14 pkt od jury (13. miejsce) oraz 57 pkt od widzów (7. miejsce).

### Konkurs Piosenki Eurowizji Junior 2025: Brak udziału
7 marca 2025 niemiecki nadawca Kika ogłosił wycofanie się z udziału w konkursie w 2025 nie podając przy tym powodu swojej decyzji.

## Uczestnictwo
Niemcy uczestniczą w Konkursie Piosenki Eurowizji Junior od 2020 roku z jedną przerwą w 2022. Poniższa tabela uwzględnia wszystkich niemieckich reprezentantów, tytuły konkursowych piosenek i języki w których były śpiewane oraz wyniki w poszczególnych latach.
| Rok                       | Artysta | Piosenka               | Język                | Miejsce | Punkty |
| ------------------------- | ------- | ---------------------- | -------------------- | ------- | ------ |
| 2020                      | Susan   | „Stronger with You”    | niemiecki, angielski | 12      | 66     |
| 2021                      | Pauline | „Imagine Us”           | niemiecki, angielski | 17      | 61     |
| Brak reprezentanta w 2022 |         |                        |                      |         |        |
| 2023                      | Fia     | „Ohne Worte”           | niemiecki, migowy    | 9       | 107    |
| 2024                      | Bjarne  | „Save the Best for Us” | niemiecki, angielski | 11      | 71     |
| Brak reprezentanta w 2025 |         |                        |                      |         |        |

Legenda:
     Ostatnie miejsce

## Historia głosowania w finale (2020–2023)
Poniższe tabele pokazują, którym krajom Niemcy przyznali w finale konkursu punkty oraz od których państw niemieccy reprezentanci otrzymywali noty.
| Lp. | Kraj      | Punkty |
| --- | --------- | ------ |
| 1.  | Francja   | 24     |
| 2.  | Armenia   | 22     |
| 3.  | Hiszpania | 21     |
| 4.  | Polska    | 20     |
| 5.  | Ukraina   | 18     |

| Lp. | Kraj                                     | Punkty |
| --- | ---------------------------------------- | ------ |
| 1.  | Kazachstan · Gruzja                      | 9      |
| 2.  | Estonia · Serbia                         | 7      |
| 3.  | Francja · Malta · Ukraina                | 6      |
| 4.  | Holandia · Macedonia Północna · Irlandia | 4      |
| 5.  | Białoruś · Armenia                       | 3      |

## Komentatorzy i sekretarze
Spis poniżej przedstawia wszystkich niemieckich komentatorów konkursu oraz krajowych sekretarzy podających punkty w finale.
| Komentatorzy i sekretarze z Niemiec     | Komentatorzy i sekretarze z Niemiec | Komentatorzy i sekretarze z Niemiec | Komentatorzy i sekretarze z Niemiec |
| Rok                                     | Komentator                          | Sekretarz                           | Źr.                                 |
| --------------------------------------- | ----------------------------------- | ----------------------------------- | ----------------------------------- |
| 2003                                    | b.d.                                | Kraj nie brał udziału w konkursie   | [ 33 ]                              |
| Konkurs nie nadawany w latach 2004–2014 |                                     |                                     |                                     |
| 2015                                    | Thomas Mohr                         | Kraj nie brał udziału w konkursie   | [ 34 ]                              |
| 2016                                    | Thomas Mohr                         | Kraj nie brał udziału w konkursie   | [ 35 ]                              |
| Konkurs nie nadawany w latach 2017–2019 |                                     |                                     |                                     |
| 2020                                    | Bürger Lars Dietrich                | Olivia                              | [ 36 ]                              |
| 2021                                    | Constantin „Consi” Zöller           | Venetia                             | [ 37 ]                              |
| 2022                                    | Constantin „Consi” Zöller           | Kraj nie brał udziału w konkursie   | [ 38 ]                              |
| 2023                                    | Constantin „Consi” Zöller           | Vivienne Craig                      | [ 39 ]                              |
| 2024                                    | Constantin „Consi” Zöller           |                                     | [ 40 ]                              |